# 汪芜生
汪芜生（1945年—2018年4月7日），安徽芜湖人，是一位中国当代艺术家和摄影家。

## 生平
1967年，毕业于安徽师范大学物理系。毕业后，1972年成为阜南县文化馆摄影师，开始从事摄影工作。1973年，担任安徽省新闻图片社摄影记者。1974年，开始拍摄安徽黄山。1981年，赴日本留学。1983年，担任日本国际交流基金会研究员，在日本大学艺术研究所研修。1986年，在东京艺术大学读研究生。1989年，担任东京女子大学比较文化研究所客座研究员。1990年前往美国纽约，在世界各地举办过个人画展。2010年回国，于上海定居。
2018年4月7日，在上海去世，享年73岁。

## 家庭
- 父亲：汪仑，是安徽省左翼作家协会成员。
- 母亲：董曼尼，曾参与筹建“左联妇女文艺研究会”。

## 著作
- 《黄山―汪芜生影集》，北京人民美术出版社，1981年
- 《黄山幻幽—汪芜生写真集》，日本讲谈社，1988年
- 《黄山神韵—汪芜生山水写真集》，日本讲谈社，1993年
- 《黄山写意—汪芜生山水摄影艺术》，中国青年出版社、日本讲谈社联合出版，1994年
- 《Wang Wusheng. Himmelsberge》，SKIRA、维也纳美术史博物馆联合出版，1998年
- 《天上的山》，汪芜生艺术后援会，2000年
- 《Celestial Realm》，Abbeville Press，2005年
- 《Huangshan, Montagnes Célestes》，Imprimerie Nationale，2006年

## 收藏其作品的博物馆
- 中华艺术宫，中国北京
- 艺术史博物馆，奥地利维也纳
- 亚瑟·M·赛克勒美术馆，史密森尼学会，美国华盛顿